# River Bouleau
River Bouleau är ett vattendrag i Dominica.   Det ligger i parishen Saint Peter, i den västra delen av landet, 20 km norr om huvudstaden Roseau.